# Нагороджені міста України
|  | Службовий список статей, створений для координації робіт з розвитку теми. Це попередження не встановлюється на інформаційні списки і глосарії. |

Це список міст України, нагороджених почесними званнями, орденами чи медалями. Міста розташовані в хронологічному порядку нагородження. В дужках біля назви міста вказано дату нагородження

## Нагороджені міста

### Нагороди Радянського Союзу
- Міста-герої: Одеса, Севастополь (1945), Київ (1965), Керч (1973)
- Орден Леніна: Київ (двічі: 1954, 1961), Одеса, Севастополь (1965), Харків, Запоріжжя (1970), Львів, Кривий Ріг (1971), Керч (1973), Дніпропетровськ (1976), Донецьк (1979)
- Орден Жовтневої Революції: Ворошиловград (1970), Жданов (1978), Севастополь (1982), Харків (1983)
- Орден Трудового Червоного Прапора: Луганськ (1924), Севастополь (1954), Миколаїв, Дніпродзержинськ (1970), Жданов, Краматорськ (1971), Полтава (1974), Кривий Ріг (1975), Макіївка (1977), Херсон (1978), Павлоград (1979), Нікополь (1980), Рівне (1983), Сімферополь (1984), Житомир (1984), Луцьк (1985), Стаханов (1985)
- Орден «Знак Пошани»: Верхньодніпровськ (1979), Біла Церква (1983), Мелітополь (1984), Сніжне (1985)
- Орден Дружби народів: Переяслав-Хмельницький (1979), Київ (1982)
- Орден Вітчизняної війни: Корсунь-Шевченківський (1981), Феодосія (1982), Ізюм (1985)

### Нагороди України
- Міста-герої: Харків, Чернігів, Маріуполь, Херсон, Гостомель, Волноваха, Буча, Ірпінь, Миколаїв, Охтирка (2022)

### Нагороди Польщі
- Орден «За військову доброчесність» (Virtuti Militari): Львів (1920)

### Нагороди Франції
- Почесний громадянин Парижа: Київ (2022)

### Нагороди від окупантів
- Місто-герой ДНР: Донецьк (2017)
- Місто-герой ЛНР: Луганськ (2021)
- Міста військової слави: Феодосія (2015), Маріуполь, Мелітополь (2022)
- Міста трудової доблесті: Горлівка, Луганськ (2022)

## Нагороджені області
Орденами Леніна в різний час нагороджені всі області України, у тому числі, 3 області — двічі:
- 1958: Вінницька, Дніпропетровська, Донецька, Закарпатська, Запорізька, Київська, Кіровоградська, Кримська, Львівська, Миколаївська, Одеська, Харківська, Хмельницька, Черкаська, Чернівецька
- 1967: Волинська, Луганська, Житомирська, Івано-Франківська, Полтавська, Рівненська, Сумська, Тернопільська, Херсонська, Чернігівська
- 1968: Харківська (вдруге)
- 1970: Дніпропетровська, Донецька (обидві вдруге)